# 丹普斯特·克里斯滕森
丹普斯特·克里斯滕森（Dempster Christenson，1990年5月22日—），是一名美國射擊運動員，主攻步槍項目，曾獲得2014年及2018年美洲射擊錦標賽男子10公尺空氣步槍冠軍。

## 外部連結
- ISSF （页面存档备份，存于）